# NIH-зсув

NIH-зсув

NIH-зсув (рос. NIH-сдвиг, англ. NIH shift) — внутрішньомолекулярна міграція атома Гідрогену, що супроводить молекулярне перегрупування ареноксидів у циклогексадієнони. Вважається, що це центральна стадія у ферментативному гідроксилюванні ароматичних циклів.
NIH — скорочення від National Institute of Health (укр. Національний інститут охорони здоров'я США), де був відкритий зсув.